# 井奥会
井奥会（いおくかい）は、神戸に本部を置いて20世紀から21世紀の初頭期にかけて活動した暴力団。その全期を通して山口組の系列団体であったが、同組織を追放された2008年をもって消滅した。
首領の井奥文夫〔1949年1月23日生〕はもとは三代目山口組系菅谷組の有力傘下組織であった菅原組の構成員で、1966年頃に同組へ加入し暴力団の世界へ入ったものの、1981年における菅谷組の解散に伴い、山口組系山健組の傘下団体であった当時の中野会に「相談役」として加入し山口組に復帰。そして山健組にて渡辺芳則の秘書役を務めたのち、渡辺率いる五代目体制下の山口組で若頭補佐の役に就いていた中野会会長・中野太郎の「会長代行」役を経て、1992年に山口組の直参に昇格。
先立つ1990年には、「山竹抗争」さなかの3月、幹部構成員が岡山市内で竹中組の組員1名を射殺。これは1989年中頃から続発していた竹中組への攻撃で初めて死者を出した事件であった。
山口組の直系組織（二次団体）となった井奥会を率い、1993年には“将来の最高幹部候補”と言われた「組長秘書」に抜擢されるなど、山健組で活動した当時からの秘書役としての実績も併せて渡辺芳則の極めて厚い信頼を獲得していたと言われた井奥であったが、2000年代も後半に至って後藤組の処分問題が発生するとこれに連座。
この問題で処分を受けた直参は井奥のほかに7名、すなわち、後藤組の後藤忠政組長（静岡）、三代目大門会の奈須幸則会長（熊本）、六代目奥州会津角定一家の小野守利総長（福島）、二代目一心会の川﨑昌彦会長（大阪）、浅川会の浅川桂次会長（大阪）、太田興業の太田守正組長（大阪）、二代目浅川一家の浅川睦男総長（福岡）であったが、最も重い処分にあたる「絶縁処分」を受けたのは三代目大門会と井奥会だけであった。
絶縁組織の跡目継承はこれを認めぬとする山口組の慣例に則り、処分執行となった2008年をもって組織は解散。所属していた組員らは他の山口組系組織に移籍するなどしたものと伝えられている。